# M/S Freja (bilfärja)
För andra betydelser, se Freja (olika betydelser).
M/S Freja är en av Trafikverkets bilfärjor. Freja trafikerade sedan december 1995 till September 2012, tillsammans med Gulli och Veronica, Ekeröleden mellan Slagsta och Ekerö på Mälaren i regi av Vägverket Färjerederiet i Vaxholm på uppdrag av Ekerö kommun. Hon har tidigare ocksågått på färjelinjerna Adelsö - Munsö, Ljusterö - Östanå, Öregrund - Gräsö, samt trafikerat  Fårösundsleden. 

## Fartygsdata
- Byggnadsår: 1973
- Varv: AB Åsiverken i Åmål, varvsnr 102 (ombyggd vid Kockums Varv 1992-93)
- Ursprungligt nam: M/S Färja 61/294.
- Längd över allt: 54,01 meter
- Bredd: 11,72 meter
- Djupgående: 3,00 meter
- Deplacement: 382 bruttoregisterton
- Maskineri: två Mitsubishi dieselmotorer, 960 kW
- Hastighet: 10,5 knop
- Antal personbilar: 48